# كأس أبطال أوروبا لكرة السلة 1965–66
كأس أبطال أوروبا لكرة السلة 1965–66 هو الموسم 9 من  الدوري الأوروبي لكرة السلة. أشرف على تنظيمه الاتحاد الأوروبي لكرة السلة، وكان عدد الأندية المشاركة فيه  26، وفاز فيه أولمبيا ميلانو.